# Oskar Hagemann (Tiermediziner)
Oskar Heinrich Emil Hagemann (* 20. April 1862 in Grabow bei Stettin, Pommern; † 14. Januar 1926 in Bonn) war ein deutscher Tierarzt und Hochschullehrer an der Landwirtschaftlichen Hochschule Poppelsdorf.

## Leben und Wirken
Oskar (Oscar) Hagemann besuchte das Friedrich-Wilhelms-Real-Gymnasium in Stettin bis zur Primareife  (incl. Obersekunda) und trat danach am 1. Oktober 1880 in den Militärdienst ein. Nach zwei Jahren besuchte er bis Oktober 1886 die Militär-Roßarztschule in Berlin und konnte so als Militär-Eleve sieben Semester an der dortigen Tierarzneischule studieren. Dabei erreichte er den Abschluss als Unter-Roßarzt (in einem Dragoner-Regiment) und später als Roßarzt in zwei anderen Truppenteilen.
In der Zeit vom 1. Oktober 1886 bis 1. April 1893 wurde Hagemann aus dem Militärdienst zu wissenschaftlichen Arbeiten an die Landwirtschaftliche Hochschule Berlin (LH) kommandiert. In dieser Zeit studierte er sechs Semester an der Universität Berlin (vor allem Chemie) und bildete sich am Tierphysiologischen Institut der LH Berlin bei Nathan Zuntz  weiter. Dabei konnte er eine Dissertation anfertigen, den Dr. phil. an der Universität Erlangen verteidigen und sich als Privatdozent für Hygiene der Haustiere an der LH Berlin habilitieren. Am 1. April 1894 begann Hagemann als kommissarischer Dirigent an der tierphysiologischen Versuchsanstalt der damaligen Landwirtschaftlichen Akademie in Poppelsdorf bei Bonn. Ein Jahr später wurde er zum Professor und Leiter der Versuchsanstalt bestellt. Im Ersten Weltkrieg musste er Veterinärdienst leisten und wurde zuletzt General-Veterinär. Nach Kriegsende verzögerten sich in Poppelsdorf angemeldete notwendige Neu- und Ersatzbauten durch die allgemeine wirtschaftliche Situation.
Per Erlass der preußischen Staatsregierung vom 2. Oktober 1919 entstand aus der  inzwischen „Königlich Preußischen Landwirtschaftlichen Akademie Bonn-Poppelsdorf“ die Landwirtschaftliche Hochschule Poppelsdorf (LaHo) mit Rektoratsverfassung und Promotionsrecht. Ein Vorschlag zur Eingliederung als Landwirtschaftliche Fakultät in die Rheinische Friedrich-Wilhelms-Universität Bonn wurde erst 1934 umgesetzt. Für die dritte Periode ab 1924 wählte man Prof. Oskar Hagemann zum Rektor der Hochschule. Nach einer längeren Dienstreise verstarb er am 14. Januar 1926 und wurde auf dem Friedhof am Hang des Kreuzberges oberhalb von Poppelsdorf beigesetzt.

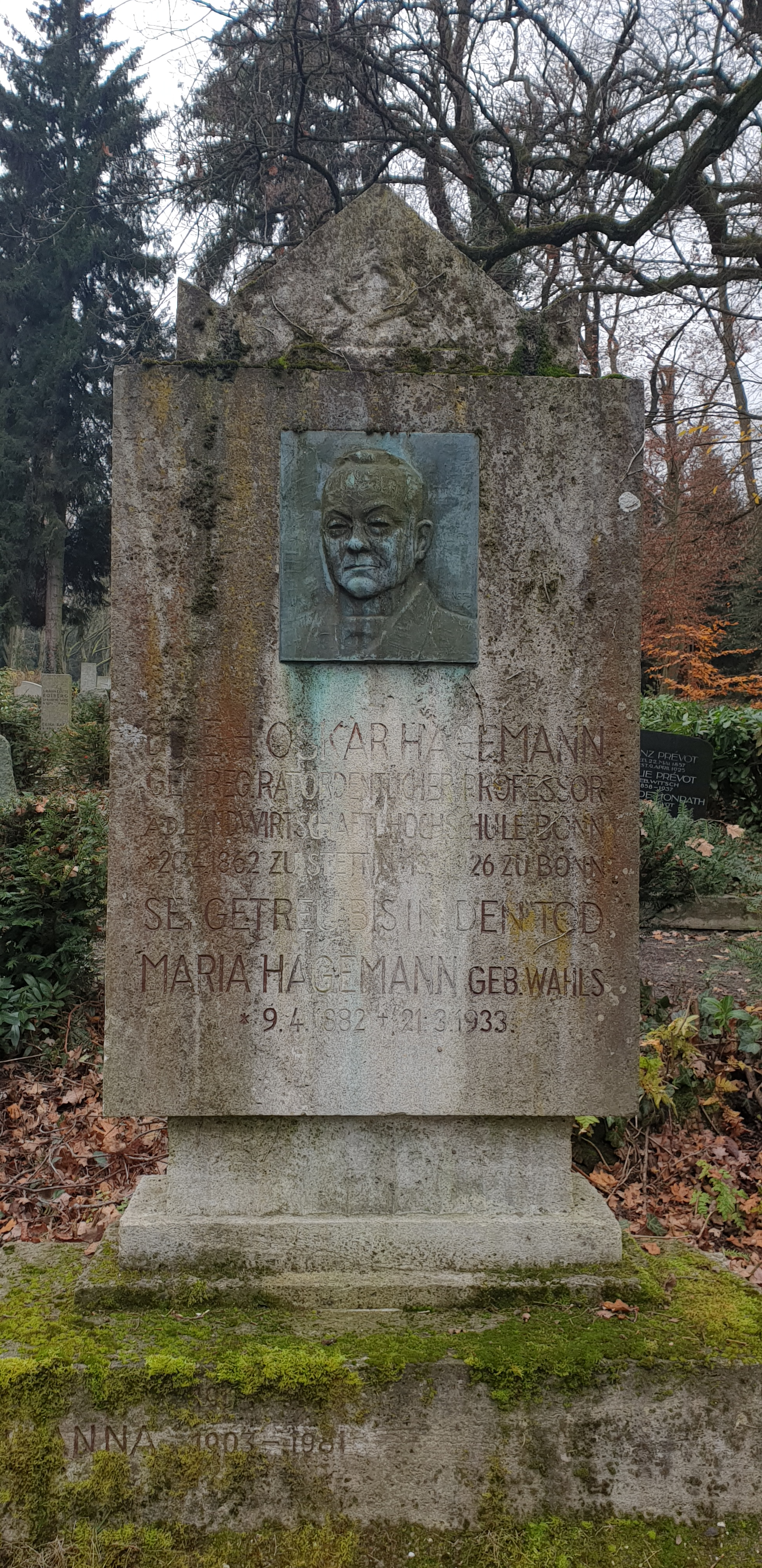
Familiengrab der Hagemanns auf dem Poppelsdorfer Friedhof

## Schwerpunkte
Hagemann vertrat die Gebiete Anatomie und Physiologie der Haustiere, Gesundheitspflege, Hufbeschlag, Geburtshilfe  und Tierkrankheiten. Die Forschungen bezogen sich schon in Berlin hauptsächlich auf Stoffwechselvorgänge, worüber er in den Jahrgängen der Landwirtschaftlichen Jahrbücher mehrfach berichtete. In Bonn stellte er die bisherige  Versuchsstation um, erhielt 1899/1900 am Katzenburgweg ein neues Gebäude als „Institut für Thier-Physiologie“ sowie ein Kalorimeterhaus zur Bestimmung des Energieumsatzes bei Nutztieren. Zwischen 1910 und 1925 sind etwa 20 weitere Versuche bzw. Studien mit Futterstoffen bei verschiedenen Nutztierarten bekannt.
Bereits 1889 veröffentlichte er gemeinsam mit Zuntz ein umfassendes Werk über den Stoffwechsel des Pferdes bei Ruhe und Arbeit, das den damaligen Forschungsstand repräsentierte. Außerdem überarbeitete er den zweiteiligen „Grundriß der landwirtschaftlichen Haustierlehre“ von Martin Wilckens und war an zwei Auflagen des zweibändigen „Lehrbuch der Anatomie und Physiologie der Haustiere“ beteiligt (2. Auf. 1914, 3. Aufl. 1925).

## Publikationen
- Beitrag zur Kenntnis des Eiweissumsatzes im thierischen Organismus. Inaug.-Diss. Erlangen, Univ., Phil. Fak.. 1891, 31 S.
- Untersuchungen über den Stoffwechsel des Pferdes bei Ruhe und Arbeit. Neue Folge von N. Zuntz und Oscar Hagemann. In: Landwirtschaftliche Jahrbücher, 27. Bd. Erg,-Bd. 3, Berlin Parey 1898, 438 S.
- Grundriß der landwirtschaftlichen Haustierlehre in zwei Bänden: 1.) Züchtung und Pflege der landwirtschaftlichen Haustiere. Von Martin Wilckens, 2. Aufl., durchges. und ergänzt von Prof. Dr. O. Hagemann, Tübingen, 1903, 167 S.;  2.) Form und Leistung landwirtschaftlicher Haustiere. Von Martin Wilckens. 2. Aufl. durchges. und erg. von Prof. Dr. O. Hagemann und Prof. Dr. J. Hansen. Tübingen 1904, 196 S.
- Das Respirations-Calorimeter in Bonn und einige Untersuchungen mit demselben bei zwei Rindern und einem Pferde. In Landw. Jahrbücher Bd. 41 (1911), Erg. Bd. 1.
- Lehrbuch der Anatomie und Physiologie der Haus-Säugetiere. Teil 1. Anatomie nebst Gewebelehre, 2. Auflage, Stuttgart 1914, 500 S.
- Lehrbuch der Anatomie und Physiologie der Haus-Säugetiere. Teil 2: Die vegetative Physiologie der Haus-Säugetiere. 2. Auflage, Stuttgart, 1923, 255 S.
- Die Landwirtschaftliche Hochschule Bonn-Poppelsdorf. Kölner Zeitung, 1924, 16 S.
- Lehrbuch der Anatomie und Physiologie der Haus-Säugetiere. Teil Bd. 1:  Anatomie des Pferdes, der Wiederkäuer, Schweine, Fleischfresser und des Hausgeflügels mit besonderer Berücksichtigung des Pferdes. Stuttgart, 3. Aufl., 1925, 422 S.

## Ehrungen
- Juli 1915 Eisernes Kreuz II. Klasse
- Landwehrdienstauszeichnung
- Verdienstkreuz für Kriegshilfe
- 20.4.1916 Großherzoglich Hessisches allgemeines Ehrenzeichen für Kriegsverdienste
- Febr. 1916 Geheimer Regierungsrat (Geheimrat)
- Nov 1922 (Preußischer) Roter Adlerorden IV. Klasse
- Juli 1930 Relief von Oskar Hagemann im Hörsaal des Tierphysiol. Institutes, geschaffen von seiner Tochter Lucie, gestiftet von der Ehefrau Maria geb. Kahlo.